# Nuri
Nuri även känd som Korea Space Launch Vehicle II (KSLV II) är en Sydkoreansk rymdraket. Raketen har utvecklats av Korea Aerospace Research Institute och skjuts upp från Naro Space Center.
Raketen består av tre steg, vilka alla drivs av Jet A och flytande syre. Till skillnad från sin föregångare Naro-1 är raketens alla delar utvecklade i Sydkorea.
Första uppskjutningen gjordes den 21 oktober 2021, raketens första och andra steg fungerade som planerat. Tredje steget stannade 46 sekunder tidigare.
Andra uppskjutningen gjordes den 21 juni 2022.